# Callopistria placodoides
Callopistria placodoides är en fjärilsart som beskrevs av Achille Guenée 1852. Callopistria placodoides ingår i släktet Callopistria och familjen nattflyn. Inga underarter finns listade i Catalogue of Life.